# Unrest
Unrest és una pel·lícula nord-americana dirigida per Jason Todd Ipson l'any 2006.

## Repartiment
- Corri English (Alison Blanchard)
- Marisa Petroro (Alisa Covas)
- Ben Livingston (Ivan Verbukh)
- Abner Genece (Malcolm Little)
- Derrick O'Connor (Dr. Blackwell)
- Scot Davis (Brian Cross)
- Joshua Alba (Carlos Aclar)
- Jay Jablonski (Rick O'Connor)
- Reb Fleming (Dr. Saltz)
- Anna Johnson (Jennifer)
- J.C. Cunningham
- Terence Goodman
- Rhett Willman
- Stefania Barr
- Julio Bove
- Mario DeAngelis
- Susan Duerden
- Christopher J. Stephenson
- Jerry Tracy[1]

## Premis
- International Horror and Sci-Fi Film Festival 2006 (Horror Awards): Premi a la millor pel·lícula de terror (Best Horror Feature).
- International Horror and Sci-Fi Film Festival 2006 (Horror Awards): Premi a la Millor Actriu (Best Actress) per Corri English.